# Steatoda perspicillata
Steatoda perspicillata là một loài nhện trong họ Theridiidae.
Loài này thuộc chi Steatoda. Steatoda perspicillata được Tord Tamerlan Teodor Thorell miêu tả năm 1898.